# Scaeophanes cataleuca
Scaeophanes cataleuca är en fjärilsart som beskrevs av Edward Meyrick 1932. Scaeophanes cataleuca ingår i släktet Scaeophanes och familjen Plutellidae. Inga underarter finns listade i Catalogue of Life.